# جون هاجلوند
كارين جونفور سيوبيلوم هاجلوند (2 مارس 1932 - 19 أغسطس 2011)، المعروفة باسم جون هاجلوند، هي مقدمة برامج تلفزيونية ومترجمة سويديًة. وأول مذيعة أخبار تلفزيونية في السويد، وقدمت البرنامج الإخباري السويدي (اكتوليت) Aktuellt في عام 1958. يدعي البعض أحيانًا انها أول قارئ إخباري تلفزيوني في العالم،  ولكن هذا الادعاء غير دقيق حيث سبقتها البريطانية مقدمة النشرة باربرا ماندل في عام 1955  ونشرة أخبار بي بي سي الإقليمية شملت Armine Sandford في عام 1957.
بدأت جون هاجلوند حياتها المهنية في الإذاعة السويدية عام 1955 حيث عملت في مكتب الأخبار الأجنبية كسكرتيرة ومذيعة برامج. انتقلت إلى التلفزيون السويدي في عام 1958 لتصبح أول مذيعة أخبار في السويد. وبالإضافة إلى ذلك كانت هاجلوند مترجمة للأفلامم السينمائية والمسلسلات التلفزيونية. وفي مقابلة عام 1966، تصف جون هاجلوند العملية المعقدة نوعًا ما لترجمة النسخ النصية من الحوار في الأفلام والبرامج التلفزيونية إلى ترجمات قصيرة للنص في أسفل الشاشة.
و تشتهر هاجلوند بمشاركتها في البرامج الترفيهية التلفزيونية السويدية والعروض اليومية و كانت هاجلوند متزوجة من محرر الأخبار كارل أكسل سيوبيلوم (المعروف باسم KAS ) الذي شاركت معه في أحد أشهر البرامج التلفزيونية في تاريخ السويد. تزوجا حتى وفاته عام 1982.

## روابط خارجية
- Gun Hägglund في Aktuellt ، 4 مايو 1966.
- مقابلة مع Gun Hägglund (الجزء الأول) في Hänt i veckan ، 27 يناير 1963.
- مقابلة مع Gun Hägglund (الجزء 2) في Hänt i veckan ، 27 يناير 1963.